# Corvo
Corvo (dosłownie Wyspa Wronia) – portugalska wyspa pochodzenia wulkanicznego na Oceanie Atlantyckim, należąca do zachodniej części archipelagu azorskiego zaliczanego do Makaronezji. Jest to najmniejsza zamieszkana wyspa na Azorach, jak i w całej Portugalii. Oprócz tego Corvo jest najbardziej na północ wysuniętą wyspą Makaronezji, w skład której wchodzą Azory. Powierzchnia wyspy wynosi 17,45 km², a liczba stałych mieszkańców wynosi 468 (2006). Najwyższe wzniesienie stanowi wierzchołek Morro dos Homens (718 m n.p.m.). Na wyspie znajduje się miejscowość (siedziba gminy) Vila do Corvo. Corvo zostało odkryte w 1452 roku przez Diogo de Teive.

## Geografia
Wyspa powstała ze stratowulkanu, którego pozostałością jest obszerna kaldera. Caldeirão ma ponad 300 m głębokości oraz 2 km średnicy. Ukształtowanie terenu jest zróżnicowane. Szata roślinna zachodniej części wyspy jest niezwykle intensywna, natomiast część północno-zachodnia to większości krajobraz powulkaniczny.

## Galeria

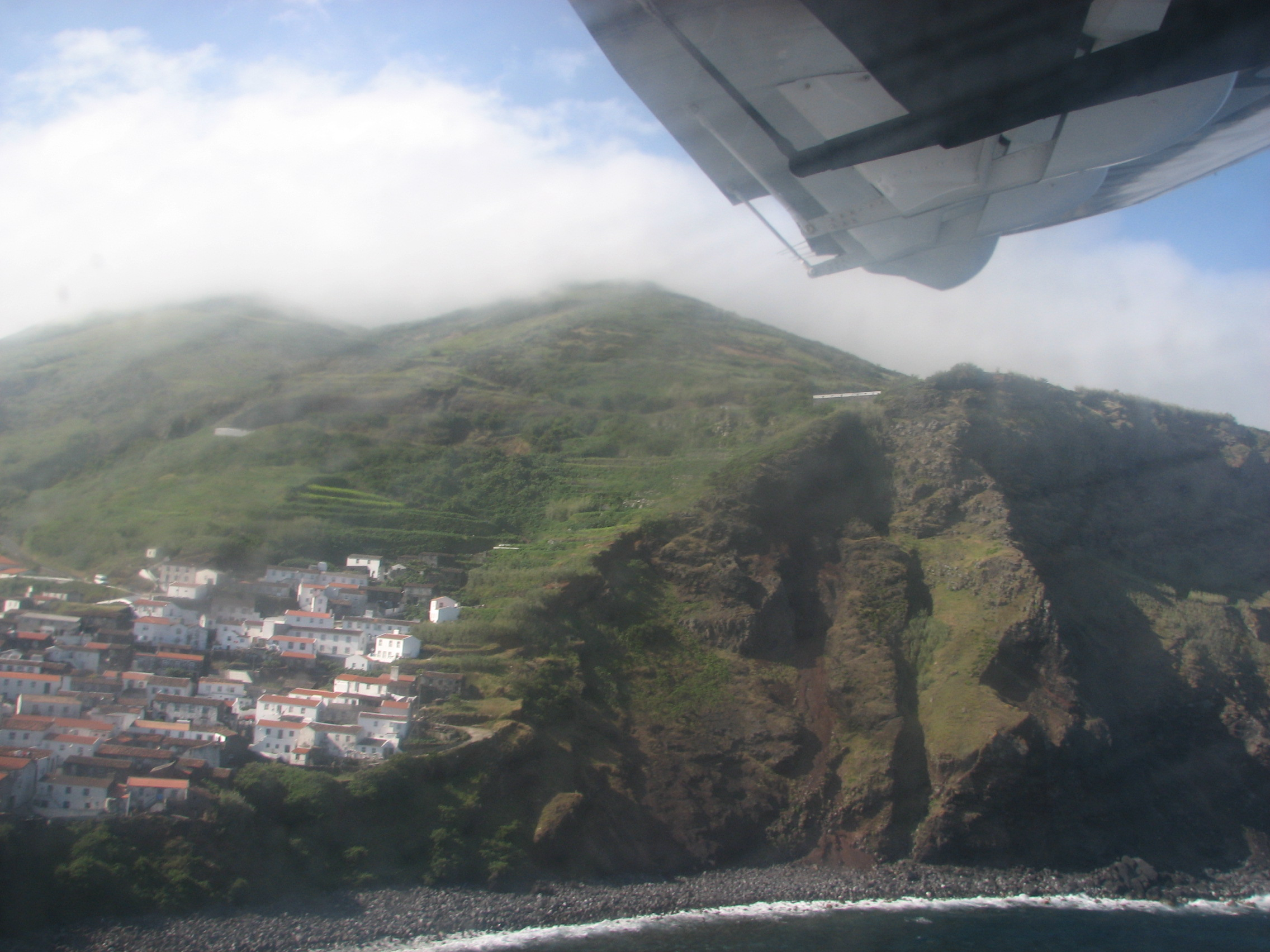
Wschodnie wybrzeże wyspy, widziane z pokładu samolotu.
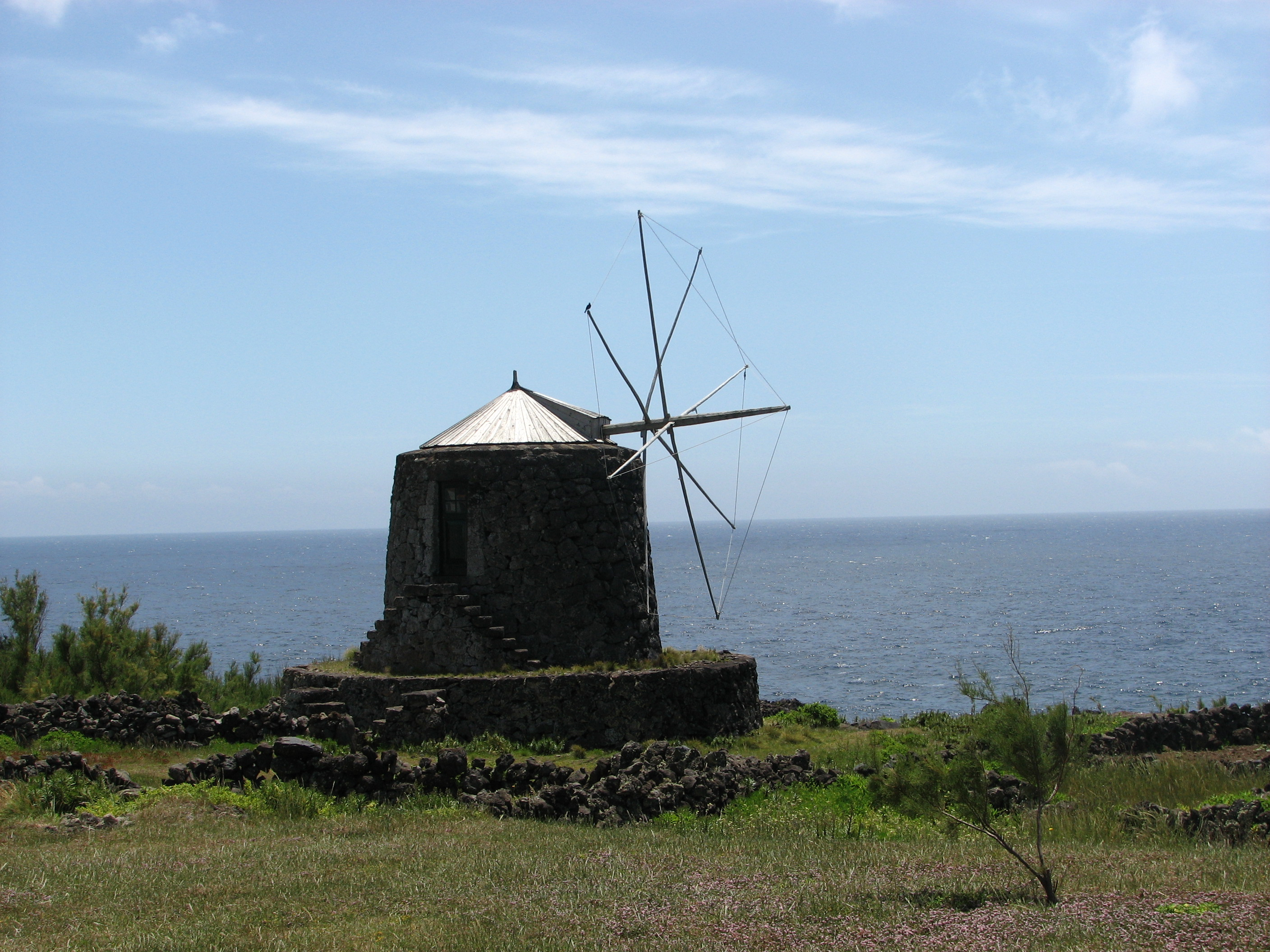
Tradycyjne wiatraki.
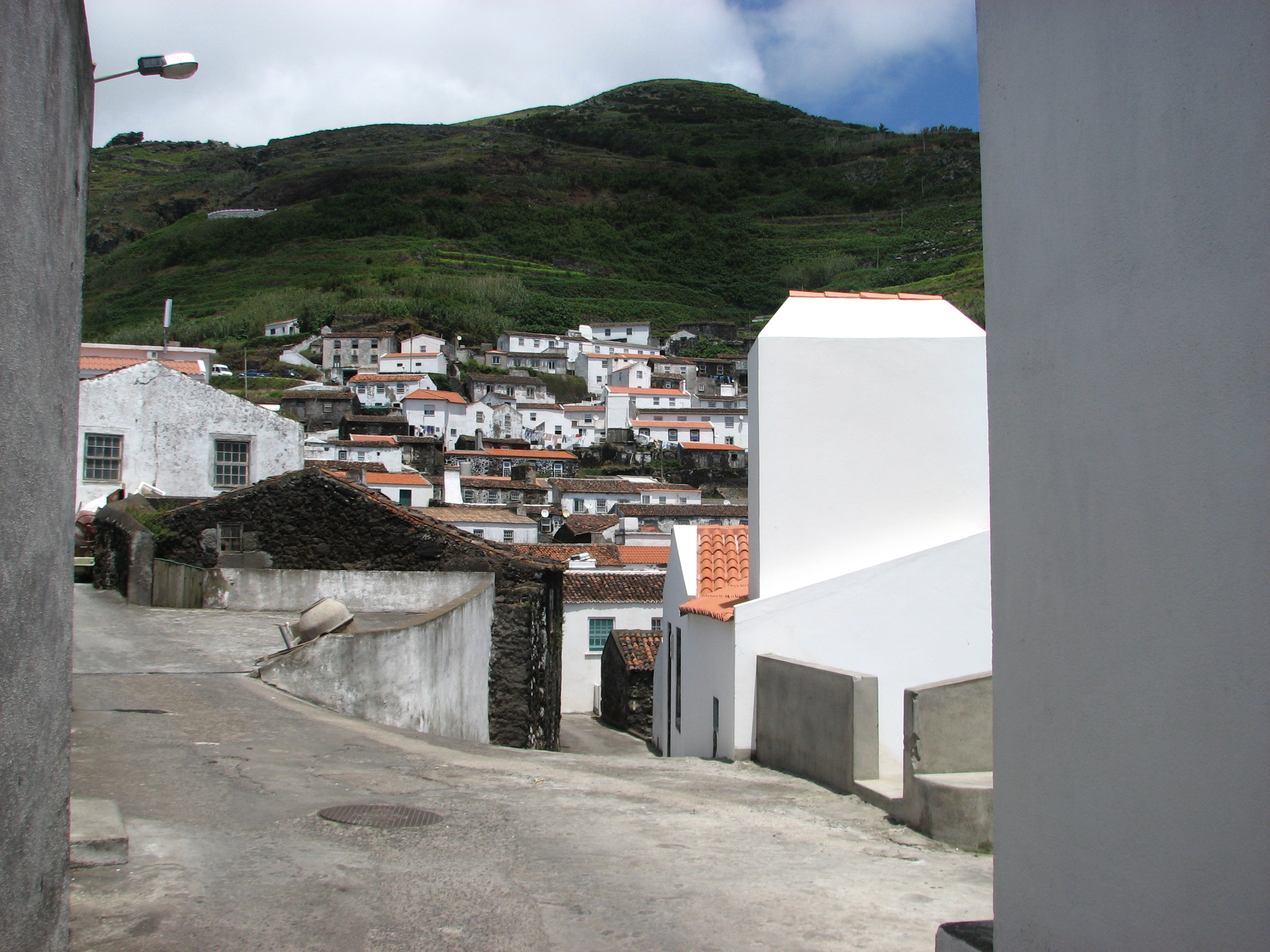
Miejscowość Corvo.